# Сныткинское сельское поселение
Сны́ткинское сельское поселение — муниципальное образование в центральной части Брасовского района Брянской области. Центр – деревня Сныткино.
Образовано в результате проведения муниципальной реформы в 2005 году путём преобразования дореформенного Сныткинского сельсовета.

## Население
| 2010 | 2011 | 2012 | 2013 | 2014 | 2015 | 2016 | 2017 | 2018 |
| ---- | ---- | ---- | ---- | ---- | ---- | ---- | ---- | ---- |
| 828  | ↘826 | ↘819 | ↘805 | ↗807 | ↗819 | ↗825 | ↘803 | ↘772 |
| 2019 | 2020 | 2021 |      |      |      |      |      |      |
| ↘745 | ↘726 | ↗737 |      |      |      |      |      |      |

## Населённые пункты
| № | Населённый пункт | Тип     | Население |
| - | ---------------- | ------- | --------- |
| 1 | Звезда           | посёлок | →0        |
| 2 | Кропотово        | село    | ↘61       |
| 3 | Николаевский     | посёлок | ↘29       |
| 4 | Осотское         | деревня | ↘265      |
| 5 | Пахарь           | посёлок | →0        |
| 6 | Петрилово        | деревня | →0        |
| 7 | Рассошка         | деревня | ↘20       |
| 8 | Сныткино         | деревня | ↘430      |